# Hinrichsengambiet
Bij het schaken is het Hinrichsengambiet een variant in de schaakopening koningsgambiet.
De beginzetten zijn 1.e4 e5 2.f4 d5 3.d4. Na de zet 2 ..d5 heet de variant het Falkbeertegengambiet, met als ECO-code C31. Na het antwoord van wit, 3.d4, gaat het over in het Hinrichsengambiet.